# Lovehatetragedy
lovehatetragedy – trzeci album zespołu rockowego Papa Roach wydany 18 czerwca 2002. Utwory #12 i #13 są utworami dodatkowymi, dostępnymi w specjalnych wersjach albumu.
lovehatetragedy, promowany singlem „She Loves Me Not”, nie sprzedał się tak dobrze, jak jego poprzednik, album Infest. Sprzedaż albumu Infest była około pięć razy większa niż lovehatetragedy, pomimo wyższej pozycji albumu w rankingach muzycznych. Przyczyną spadku sprzedaży mógł być brak teledysku do utworu „Time and Time Again”, który został odwołany w czasie produkcji.

## Lista utworów
1. „M-80 (Explosive Energy Movement” – 2:26
2. „Life Is A Bullet” – 4:05
3. „Time and Time Again” – 2:58
4. „Walking Thru Barbed Wire” – 3:04
5. „Decompression Period” – 3:59
6. „Born With Nothing, Die With Everything” – 3:49
7. „She Loves Me Not” – 3:29
8. „Singular Indestructible Droid” – 3:48
9. „Black Clouds” – 4:01
10. „Code Of Energy” – 4:04
11. „Lovehatetragedy” – 3:11
12. „Gouge Away” (cover Pixies; utwór bonusowy) – 2:08
13. „Never Said It” (utwór bonusowy) – 3:07

## Twórcy
Źródło
- Jacoby Shaddix – śpiew
- Jerry Horton – gitara, wokal wspierający
- Tobin Esperance – gitara basowa, wokal wspierający
- Dave Buckner – perkusja, instrumenty perkusyjne